# Тихань (річка)
Тихань — річка в Україні, у Обухівському районі Київської області, ліва притока Стугни (басейн Дніпра).

## Опис
Довжина річки 15 км, похил річки — 4,9 м/км. Формується з багатьох безіменних струмків та 2 водойм. Площа басейну 39,2 км².

## Розташування
Тихань бере початок на західній околиці села Малі Дмитровичі й протікає через нього. Тече переважно на південний схід у межах сіл Великі Дмитровичі та Старі Безрадичі. На північній околиці села Тарасівка впадає до річки Стугни, лівої притоки Дніпра.